# دوريس هويستس سبيرس
دوريس لويس هويستس سبيرس (وتعرف أيضًا بـ دوريس هويستس ميلز؛ 7 أكتوبر 1894 – 24 أكتوبر 1989) هي عالمة طيور كندية، ورسامة وشاعرة. وتقديرًا لها توجد «جائزة دوريس هويستس سبيرس» وهي جائزة سنوية مقدمة من جمعية علماء الطيور الكندية تُمنح إلى «من يساهم في فترة حياته بأعمال بارزة في علم الطيور في كندا». وكانت دوريس مولعة بالفنون وراعية لها، فهي أول شخص كندي يقتني إحدى لوحات الرسامة جورجا أوكيف، وهي عضوة في اتحاد طلاب الفنون في تورونتو.

## نشأتها
وُلدت عام 1894 في تورونتو، أونتاريو. وهي ابنة أرشيبالد موريسون وفلورنس جودرهام هويستس. ارتادت مدرسة تورونتو النموذجية (1900-02) ثم التحقت بكلية هارفيجال (1902-14). وفي عمر السابعة عشر، سافرت دوريس عبر أرجاء أوروبا مع معلمة الموسيقى الخاصة بها، وزارت في رحلتها معارض الفنون واقتنت المطبوعات الفوتوغرافية.

## حياتها العملية
تعلمت دوريس الرسم بنفسها بتشجيع من جيمس ماكدونالد، ولورين هاريس، وألكساندر جاكسون. ثم صارت رسامة هاوية، وكانت من بين أوائل الكنديين ممن جربوا الرسم التجريدي، وعرضت لوحاتها بجانب أعمال جماعة السبعة، وجماعة الرسامين الكنديين. وانضمت دوريس إلى جماعة صغيرة من الرسامين الهواة. وشجعت اثنين من صديقاتها (بيس لاركن هوسر ومارجوري ميريدث) وأختها ماريون ميلر على الرسم، ونجحت كلًا منهن على إتقان الرسم بدرجات متفاوتة.
وشرعت دوريس في اقتناء الأعمال الفنية بداية من العشرينيات. وفي مطلع عام 1924، زارت المعارض الفنية في مدينة نيويورك، حيث قابلت الرسامين روكويل كينت، وجورجا أوكيف، وجون مارين، وأخيرًا ألفرد شتيجليتز صاحب المعرض وزوج أوكيف. وكذلك قابلت نقاد الفن والتر باخ وتشارلز هند. وفي عام 1925، اشترت إحدى لوحات أوكيف من معرض شتيجليتز، لتكون بذلك أول كندية تقتني أحد لوحات أوكيف. ووصت دوريس أن تنتقل مقتنياتها الفنية إلى معرض الفنون في أونتاريو عقب وفاتها. كما ابتكرت سبيرس نظامًا لاستعارة الأعمال الفنية، وحثت أعضاء جماعة السبعة على المشاركة فيه. وقد أبدى القراء اهتمامهم بهذا النظام بعدما كتبت دوريس رسالة إلى وكالة أنباء العلوم المسيحية (Christian Science Monitor) شرحت فيها نظامها الجديد وماهيته.
ولكن مسيرتها في الفن انتهت عام 1937، فقد عدلت عن الفن ونصبت اهتمامها نحو دراسة الطيور بصفة متزايدة. فقد كانت راعية جميعة ويلسون لدراسة الطيور، وعضوة في الاتحاد الأمريكي لعلماء الطيور وجمعية كوبر لعلوم الطيور. وكانت دوريس عضوًا مؤسسًا لنادي علوم الطيور تيمنًا بمارجريت مورس نايس. وتقديرًا لأعمالها العلمية ومساهماتها الكتابية في دراسة طائر الجروسبيك الليلي وطائر الدوري الأمريكي، تعقد جمعية علماء الطيور الكندية حدثًا سنويًا تمنح فيه جائزة دوريس هويستس سبيرس تيمنًا بها.
وجُمعت قصائد دوريس التي ألفتها في الفترة من 1922 إلى 1972 في كتاب بعنوان «Exercise for Psyche» (بالعربية: مِران الروح)، ونُشر الكتاب عام 1973.

## حياتها الشخصية
تزوجت دوريس أولًا بجوردن ميلز (ت. 1916)، والذي كان مديرًا في شركة «Eaton’s»، وكان مثلها شاعرًا وناقدًا للفن، وعضوًا منتخبًا في معرض الفنون في تورونتو. ثم قابلت موري سبيرس حينما كان لا يزال يدرس علم الطيور في الجامعة، ثم تزوجته عام 1939، ثم صار أستاذًا في علم الحيوان في جامعة تورونتو. وكان لدى دوريس طفلين. توفت دوريس عام 1989 في أجاكس، أونتاريو.